# Migjen Basha
Migjen Xhevat Basha (Lausanne, Suiza, 9 de junio de 1987) es un exfutbolista albanés que jugaba de centrocampista.

## Selección nacional
Fue internacional con la selección de fútbol de Albania en 34 ocasiones marcando tres goles en total. 

## Clubes
| Club                    | País      | Año       |
| ----------------------- | --------- | --------- |
| F. C. Lausanne-Sport    | Suiza     | 2004-2005 |
| A. S. Lucchese          | Italia    | 2006-2007 |
| F. C. Viareggio         | Italia    | 2007      |
| Rimini Calcio           | Italia    | 2008-2009 |
| Frosinone Calcio        | Italia    | 2009-2010 |
| Atalanta B. C.          | Italia    | 2010-2011 |
| Torino F. C.            | Italia    | 2011-2015 |
| F. C. Lucerna           | Suiza     | 2015-2016 |
| Como 1907 (cesión)      | Italia    | 2016      |
| F. C. Bari 1908         | Italia    | 2016-2018 |
| Aris de Salónica F. C.  | Grecia    | 2018-2019 |
| Melbourne Victory F. C. | Australia | 2019-2020 |
| Neuchâtel Xamax FCS     | Suiza     | 2020-2021 |

## Palmarés

### Títulos nacionales
| Título  | Club           | País   | Año  |
| ------- | -------------- | ------ | ---- |
| Serie B | Atalanta B. C. | Italia | 2011 |
| Serie B | Torino F. C.   | Italia | 2012 |